# Ettringita
L'ettringita és un mineral de la classe dels sulfats, que pertany al grup de l'ettringita. Tot i que és generalment acceptat que existeix una solució sòlida entre l'ettringita i la thaumasita, les dues espècies tenen diferents grups espacials i es va trobar una possible discontinuïtat en la solució. L'ettringita és l'anàleg d'alumini de la bentorita. És àmpliament coneguda com a mineral sintètic en ciment; s'ha estudiat també com a fase potencial per a la immobilització d'alguns metalls tòxics.

## Classificació
Segons la classificació de Nickel-Strunz, l'ettringita pertany a «07.D - Sulfats (selenats, etc.) amb anions addicionals, amb H₂O, amb cations de mida mitjana i grans; amb NO₃, CO₃, B(OH)₄, SiO₄ o IO₃» juntament amb els següents minerals: darapskita, humberstonita, ungemachita, clinoungemachita, charlesita, bentorita, jouravskita, sturmanita, thaumasita, carraraïta, buriatita, rapidcreekita, korkinoïta, tatarskita, nakauriïta, chessexita, carlosruizita, fuenzalidaïta i txeliabinskita.

## Característiques
L'ettringita és un mineral sulfat, específicament un sulfoaluminat de calci hidratat de fórmula Ca₆Al₂(SO₄)₃(OH)₁₂(H₂O)₂₄·2H₂O. És un mineral de que pot ser des d'incolor a groc. Els cristalls prismàtics són en general incolors, prenent un color blanquinós en hidratar-se. Cristal·litza en el sistema trigonal. La seva duresa a l'escala de Mohs és 2 a 2,5.

## Formació
Sol formar-se en cavitats de calcàries metamorfitzades dins de roques tefrítiques amb leucita i nefelina.

## Descobriment i jaciments

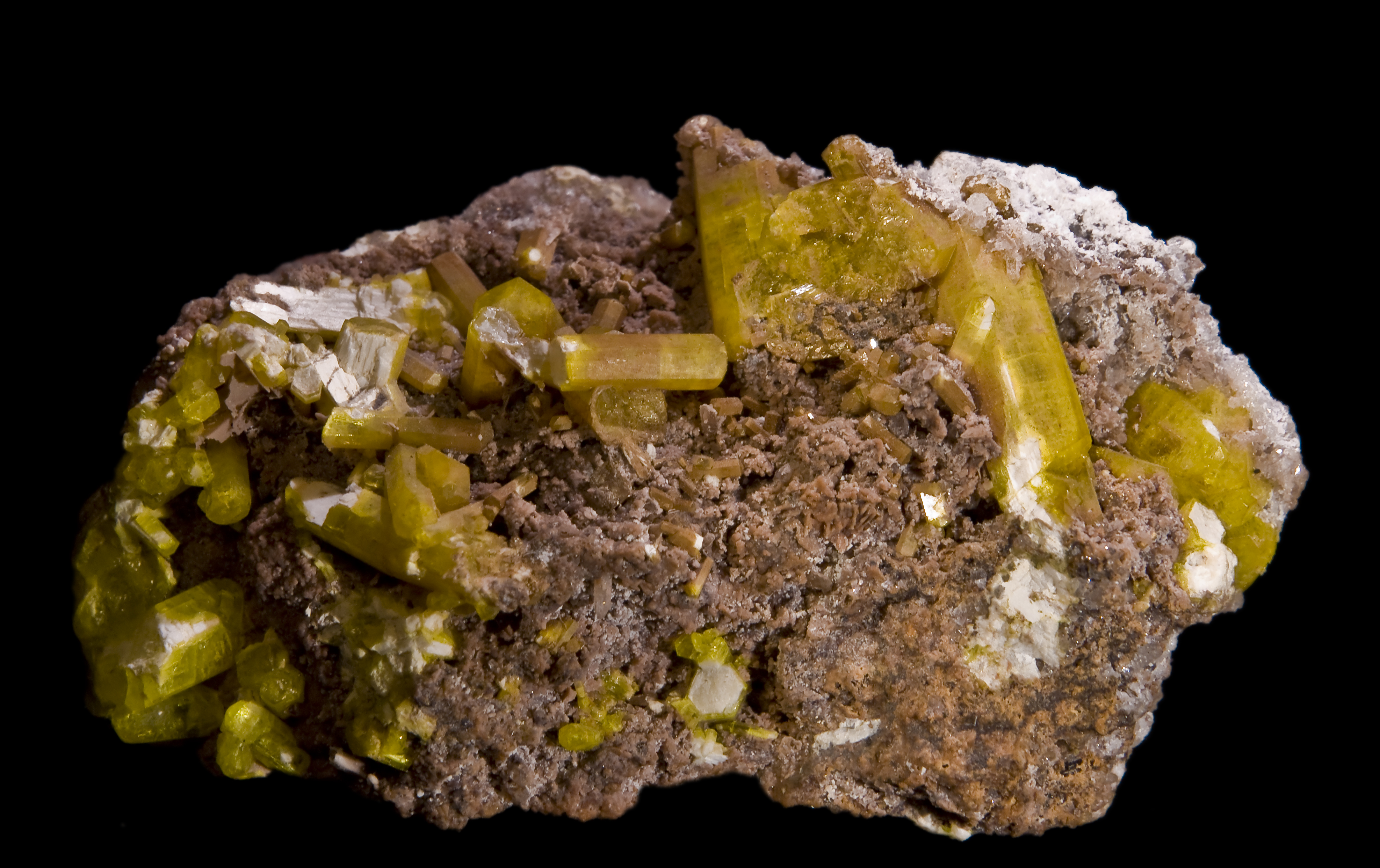
Ettringita, 6.5×3.2 cm. Procedent de les mines N'Chwaning, camps de manganès del Kalahari (Sud-àfrica)

L'ettringita va ser descrita per primera vegada en 1874 per J.Lehmann, a partir d'una aflorament al volcà Ettringer Bellerberg, Ettringen, Rheinland-Pfalz, Alemanya. El mineral sol trobar-se dins de pedra calcària alterada metamòrficament adjacent a roques intrusives ígnies o en xenolits. També es presenta com a crostes erosionades en larnita a la Formació Hatrurim d'Israel. Es presenta associada amb portlandita, afwillita i hidrocalumita a Scawt Hill, Irlanda i amb afwillita, hidrocalumita, mayenita i guix a la Formació Hatrurim. També s'han trobat aquests minerals a la pedrera Zeilberg, Maroldsweisach, Baviera; a Boisséjour, prop de Clarmont, Puy-de-Dôme, Alvèrnia, França; la mina N'Chwaning, districte de Kuruman, Cap Septentrional, Sud-àfrica; als Estats Unitss'ha trobat en skarns de spurrita-merwinita-gehlenita en el nivell 910 de la pedrera comercial, Crestmore, comtat de Riverside, Califòrnia i a la mina Lucky Cuss, Tombstone, comtat de Cochise, Arizona.

## Usos

### Ciment

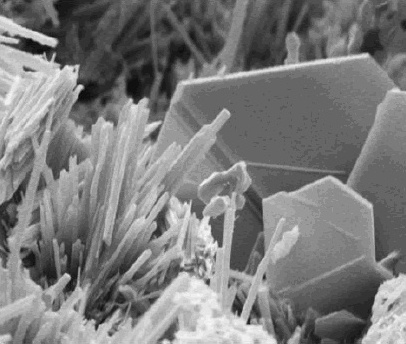
Imatge de SEM d'una pasta de ciment amb plaques d'hidròxid de calci i agulles d'ettringita (escala microscòpica)

En la química del ciment l'ettringita és un hidrat de trisulfat d'aluminat d'hexacalci, la fórmula de la qual és (CaO)₆(Al₂O₃)(SO₃)₃·32H₂O ó bé (CaO)₃(Al₂O₃)(CaSO₄)₃·32H₂O.
L'ettringita es forma en el sistema de ciment Portland hidratat a conseqüència de la reacció de l'aluminat de calci amb el sulfat de calci, tots dos existents en el ciment Portland.
L'ettringita, el representant més prominent de les fases AFt o (Al₂O₃-Fe₂O₃-tri), també pot ser sintetitzada en el laboratori mitjançant una reacció de quantitats estequiomètriques calci, alumini i sulfat en aigua: C3A + 3CaSO₄ → ettringita.
En el sistema ciment, la presència d'ettringita depèn de la proporció de sulfat de calci i d'aluminat de tri-calci (C3A); quan aquesta proporció és baixa, es forma ettringita durant el principi de la hidratació i després es converteix a monosulfat aluminat de calci (fase AFm o (Al₂O₃-Fe₂O₃-mono)). Quan la proporció és intermèdia, només una fracció d'ettringita es converteix en AFm i ambdues poden coexistir, mentre que és improbable que l'ettringita es converteixi en AFm per a proporcions elevades.